# Les Amours de Carmen
Cet article concerne le film de Charles Vidor. Pour le film de Raoul Walsh, voir The Loves of Carmen.
Pour plus de détails, voir Fiche technique et Distribution.

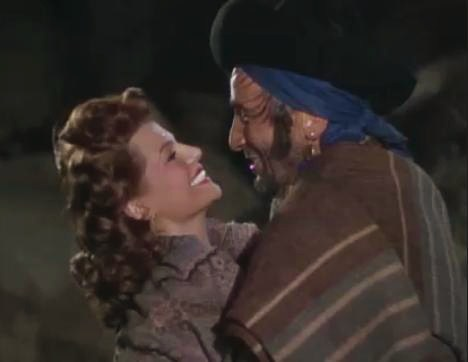
Rita Hayworth et Joseph Buloff

Les Amours de Carmen (The Loves of Carmen) est un film américain réalisé par Charles Vidor, sorti en 1948.

## Synopsis
En Andalousie, vers 1820, un jeune caporal des dragons, Don José Mizarabengoa, nouvellement arrivé dans la garnison de Séville, remarque une belle cigarière prénommée Carmen. De nature sauvage et rebelle, la jeune femme attire tous les regards masculins. Devinant l’intérêt que lui porte Don José, elle décide de le séduire, avec succès.
Mais, à la suite d'une bagarre avec une rivale, Carmen est arrêtée et emmenée par Don José au poste. Celui-ci, déjà amoureux de la belle, la relâche. À cause de cela, le jeune officier se retrouve consigné par le colonel de la garnison dans ses quartiers, d’où il s’échappe un soir pour retrouver Carmen. Surpris par le colonel, également amant de Carmen, Don José le tue et doit s’enfuir.
Carmen le conduit dans les montagnes et le présente à ses amis contrebandiers. Devenu un déserteur, il s’acoquine aux brigands et découvre plus tard que Carmen est mariée à l’un d’entre eux, Garcia. Ivre de jalousie, Don José finit par le tuer au cours d’un duel. Mais Carmen, lassée de Don José et de sa jalousie, cherche de nouveau à séduire ailleurs, et notamment un toréador. Désespéré, Don José poignardera la belle cigarière.

## Fiche technique
- Titre : Les Amours de Carmen
- Titre original : The Loves of Carmen
- Réalisation : Charles Vidor, assisté d'Earl Bellamy
- Scénario : Helen Deutsch d’après l’œuvre de Prosper Mérimée
- Production : Charles Vidor et Rita Hayworth (non créditée)
- Société de production : The Beckworth Corporation et Columbia Pictures
- Distribution : Columbia Pictures
- Musique : Mario Castelnuovo-Tedesco
- Chorégraphie : Robert Sidney et Eduardo Cansino
- Photographie : William Snyder
- Montage : Charles Nelson
- Direction artistique : Stephen Goosson et Cary Odell
- Décorateur de plateau : William Kiernan et Wilbur Menefee
- Costumes : Jean Louis
- Montage : Charles Nelson
- Pays d'origine :  États-Unis
- Langue originale : anglais
- Format : couleur (Technicolor) – 35 mm – 1,37:1 – mono (Western Electric Recording)
- Genre : drame
- Durée : 99 minutes
- Dates de sortie : 
  - États-Unis : 23 août 1948
  - France : 8 décembre 1950

## Distribution
- Rita Hayworth (VF : Claire Guibert) : Carmen
- Glenn Ford (VF : Raoul Curet) : Don José
- Ron Randell (VF : Jacques Beauchey) : Andrès
- Victor Jory : Garcia
- Luther Adler (VF : Jean Clarieux) : Dancaire
- Arnold Moss (VF : Jean Violette) : Le colonel
- Joseph Buloff : Remendado
- Margaret Wycherly : La vieille gitane
- Bernard Nedell (VF : Pierre Michau) : Pablo
- John Baragrey : Lucas

Acteurs non-crédités :
- Helen Freeman : Une marchande
- Francis Pierlot : Un mendiant
- Philip Van Zandt : Un sergent

## Autour du film
- Le film inaugure le nouveau contrat de Rita Hayworth avec la Columbia Pictures[1]. Selon les termes du contrat, la star doit recevoir 25 % des bénéfices nets sur chaque film[2] et un droit de regard sur les scénarios[3] Elle fonda ainsi sa propre compagnie la Beckworth Corporation Production[2].

- La productrice Rita Hayworth travailla en famille pour ce film. Elle engagea son père, Eduardo Cansino, comme chorégraphe pour les danses traditionnelles espagnoles et comme acteurs son oncle Vernon Cansino (un soldat) et son frère Jose Cansino (un danseur). Son père avait eu ses années de gloire en tant que danseur andalou[4] durant les années folles aux États-Unis.

- De nombreuses adaptations cinématographiques de Carmen furent réalisées, parmi les plus célèbres on peut citer : les deux versions de 1915, respectivement Carmen de Cecil B. DeMille avec Geraldine Farrar et Carmen de Raoul Walsh avec Theda Bara. Puis, en 1916, Charles Chaplin proposa une version burlesque Burlesque on Carmen avec Edna Purviance. Ernst Lubitsch tourne en 1918 sa Carmen avec Pola Negri. Walsh réalise sa deuxième version en 1927, The Loves of Carmen avec Dolores del Rio. La France ne sera pas en reste avec une version en 1926 de Carmen réalisé par Jacques Feyder avec Raquel Meller et pour la première fois en version parlante en 1945, Carmen de Christian-Jaque avec Viviane Romance. Ensuite, outre la version de Charles Vidor avec Rita Hayworth, il y eut deux versions espagnoles, la première en 1959, Carmen de Grenade (Carmen la de Ronda) de Tulio Demicheli avec Sara Montiel, la seconde en 1983, Carmen de Carlos Saura avec Laura del Sol. L’année suivante l’Italien Francesco Rosi tourne Carmen, version à grand spectacle avec Julia Migenes et enfin en 2005 il y eut une Carmen sud-africaine Carmen de Khayelitsha de Mark Dornford-May avec Pauline Malefane.
Dans des adaptations plus libres on peut encore citer : la Carmen Jones d’Otto Preminger et Prénom Carmen de Jean-Luc Godard avec Maruschka Detmers.